# Diplocentrus cozumel
Espèce
Diplocentrus cozumel est une espèce de scorpions de la famille des Diplocentridae.

## Distribution
Cette espèce est endémique du Quintana Roo au Mexique. Elle se rencontre sur Cozumel.

## Description
Le mâle holotype mesure 50,80 mm et la femelle paratype 53,45 mm.

## Étymologie
Son nom d'espèce lui a été donné en référence au lieu de sa découverte, Cozumel.

## Publication originale
- Beutelspacher & Armas, 1998 : Dos especies nuevas de Diplocentrus (Scorpiones: Diplocentridae) del Sureste de México. Revista Nicaraguense de Entomologia, vol. 45, p. 17-31.